# 다마리촌 (이바라키현 니하리군 2006년)
다마리촌(玉里村)은 이바라키현 니하리군에 설치되었던 촌이다. 연근 재배가 유명하다. 인접한 오가와 정, 미노사토 정과의 합병에 의해, 2006년 3월 27일에 오미타마 시가 되었다. 이로써 니하리군은 소멸되었다.

## 지리
- 가스미가우라가 눈앞에 펼쳐져 있고, 쓰쿠바산도 보인다.
- 현재의 샤오미타마시 남부에 위치한다.
- 이시가 북부와 서부를 뒤덮듯이 인접해 있었다

## 역사
- 1955년 3월 31일 - 다마리촌, 다마가와촌이 합병해 성립하였다.
- 2006년 3월 27일 - 히가시이바라키군, 오가와정, 미노리정과 합병해 오미타마시가 되었다. 동일 다마리촌은 폐지되었다.

## 교통

### 도로
- 국도 제355호선